# Rhytiphora mjobergi
Rhytiphora mjobergi är en skalbaggsart som först beskrevs av Aurivillius 1917.  Rhytiphora mjobergi ingår i släktet Rhytiphora och familjen långhorningar. Inga underarter finns listade i Catalogue of Life.